# Fåglarna (roman)
Fåglarna (nynorska: Fuglane) är en roman från 1957 av den norske författaren Tarjei Vesaas. Den handlar om en lätt funktionsnedsatt bror som lever avsides med sin syster som tar hand om honom, när en annan man kommer in i deras liv. Romanen gavs ut på svenska 1957 i översättning av Bertil Bodén. Den sändes som följetong i Sveriges Radio 2002 med Ulf Dohlsten som uppläsare.
Boken var förlaga till den polska filmen Żywot Mateusza från 1968 i regi av Witold Leszczyński. Den har dramatiserats för teater två gånger, för Det norske teatret 1997 och Trøndelag Teater 2010. År 2007 utsåg Norska litteraturfestivalen i Lillehammer Fåglarna till en av de 25 norska böcker som alla bör ha läst.